# Almeida Garrett
Almeida Garrett, właśc. João Baptista da Silva Leitão de Almeida Garrett (ur. 4 lutego 1799 w Porto, zm. 9 grudnia 1854 w Lizbonie) – portugalski poeta, uważany za najwybitniejszego twórcę portugalskiego romantyzmu.

## Życiorys
Z powodu swoich zbyt demokratycznych przekonań musiał emigrować do Anglii, później powrócił do kraju, gdzie stał się wybitnym politykiem, znanym z płomiennych przemówień w parlamencie. Pod koniec życia, w 1852 r., został ministrem spraw zagranicznych.
Z jego inicjatywy powstał portugalski teatr narodowy. Jego zasługą był również fakt, że na salony literackie zawitał folklor i stare romance znane wcześniej tylko z przekazów ustnych.

## Twórczość
Był przede wszystkim powieściopisarzem i dramaturgiem poetą, choć znane są również jego utwory publicystyczne. Jego dzieła wprowadziły literaturę portugalską w epokę romantyzmu. Główne dzieła, to m.in.
- poematy

1825 – Camões – poemat napisany białym wierszem
1826 – Dona Branca
1853 – Folhas Caídas (Opadłe liście) poemat o spóźnionej miłości autora do hrabiny da Luz
- dramaty historyczne

1842 – O Alfageme de Santarém (Płatnerz z Santarém)
1843 – Frei Luís da Sousa (Brat Luís da Sousa)
- powieści

1843 – Viagens na Minha Terra (Podróże po mojej ojczyźnie) – autobiografia
1846 – O Arco de Sant'Ana (Łuk świętej Anny) – powieść historyczna